# Grintovec (szczyt)
Grintovec – najwyższy szczyt Alp Kamnickich, w Słowenii. Pierwsze odnotowane wejście miało miejsce w 1759 r.